# 虎蛺蝶
虎蛺蝶（学名：Hypanartia lethe)，为蛺蝶科虎蛺蝶屬下的一个种
。

## 分布
本种分布于新大陸, 包括美国南部, 墨西哥, 至特立尼达岛, 巴西, 阿根廷等地
。